# Rio Verde
Rio Verde är en stad och kommun i centrala Brasilien och ligger i delstaten Goiás. Befolkningen i hela kommunen uppgår till cirka 200 000 invånare.

## Administrativ indelning
Kommunen var år 2010 indelad i fyra distrikt:
- Lagoa do Bauzinho
- Ouroana
- Rio Verde
- Riverlândia

## Befolkningsutveckling
| Område              | Areal (km²)   | Invånarantal 1 augusti 2000 | Invånarantal 1 augusti 2010 | Invånarantal 1 juli 2014 |
| ------------------- | ------------- | --------------------------- | --------------------------- | ------------------------ |
| Kommun              | 8 379,66      | 116 552                     | 176 424                     | 202 221                  |
| Urban befolkning    | Ingen uppgift | 106 079                     | 163 540                     | Ingen uppgift            |
| ...varav centralort | Ingen uppgift | 103 374                     | 160 800                     | Ingen uppgift            |